# Olli and Lissa
Olli and Lissa o Olli & Lissa è un videogioco a piattaforme pubblicato nel 1986 per ZX Spectrum e successivamente per Amstrad CPC e Commodore 64 dalla Firebird, nella linea Silver Range a basso costo. Ambientato in un castello infestato dai fantasmi, è sottotitolato The Ghost of Shilmoore Castle (Shilmore con una "o" sola su Commodore 64) nelle schermate introduttive, ma non sulle confezioni.
Fu seguito da Olli & Lissa II: Halloween (1990), chiamato anche solo Halloween, pubblicato nella linea Silverbird solo per ZX Spectrum. Il seguito è un'avventura dinamica con poca attinenza con Olli & Lissa, dato che la protagonista è una strega che vola a cavallo di una scopa. A differenza del resto della serie, ebbe scarso rilievo sulla stampa di settore (è nota una sola recensione).
L'ultimo titolo della serie è Olli & Lissa 3 (1989), uscito per gli stessi tre computer del primo gioco.
Cronologicamente Olli & Lissa 3 uscì prima di Olli & Lissa II, che probabilmente subì un ritardo nella pubblicazione; il copyright di Olli & Lissa II è 1987, e a una rivista risultava erroneamente che non fosse uscito affatto.

## Trama
Il castello scozzese di Shilmoore/Shilmore, un rudere infestato dai fantasmi, rischia di essere comprato da un miliardario statunitense, smantellato e spostato negli USA. Il fantasma di Sir Humphrey che lo abita vorrebbe impedirlo, ma ha bisogno di una pozione per rendersi invisibile e spaventare il compratore. Olli e Lissa, una coppia di creaturine umanoidi dall'aspetto caricaturale, lo aiutano a prepararla. Mentre Humphrey e Lissa attendono al calderone della pozione, Olli va in cerca degli ingredienti necessari nel castello e nella campagna circostante, affrontando altri fantasmi e creature ostili.

## Modalità di gioco
Il giocatore controlla Olli e deve recuperare otto ingredienti sparsi in otto schermate fisse di difficoltà crescente, che rappresentano vari luoghi dentro e fuori dal castello. Inizialmente Sir Humphrey richiede con un fumetto il prossimo ingrediente da trovare, ma comunque si tratta di volta in volta dell'unico oggetto presente. Raccolto l'ingrediente, Olli deve portarlo al calderone, che Lissa sta mescolando, per completare il livello.
Il primo livello si svolge solo nella prima schermata; nel secondo l'ingrediente si trova nella seconda schermata e Olli deve attraversare le schermate 1 e 2 per raggiungerlo, poi tornare indietro fino alla prima; nel terzo livello si devono attraversare le schermate 1, 2 e 3 e poi tornare indietro; e così via fino a 8. Il calderone è sempre nello stesso punto in cima alla prima schermata.
Le mosse di Olli si limitano a camminare in orizzontale e saltare. Ogni schermata è bidimensionale e composta da piattaforme; possono esserci anche scalinate, i cui gradini si salgono saltando. I nemici si muovono per le schermate seguendo percorsi predefiniti e Olli li deve evitare aggirandoli o scavalcandoli con salti molto precisi. In caso di contatto con un nemico o di caduta da altezza non molto bassa, Olli viene stordito e deve ricominciare da capo la schermata attuale, perdendo tempo. Non ci sono vite, ma solo un limite di tempo per ogni livello, rappresentato dalla barra Energy, esaurito il quale la partita termina.
Lissa e Humphrey hanno solo funzione decorativa e compaiono anche in piccoli intermezzi animati: Lissa bacia Olli a ogni ingrediente riportato e Humphrey lo picchia con una scopa in caso di sconfitta.